# Craig MacLean
Pour les articles homonymes, voir Craig McLean (natation).
Craig McLean (né le 31 juillet 1971 à Grantown-On-Spey) est un coureur cycliste sur piste écossais. Spécialiste de la vitesse, il a été champion du monde de vitesse par équipes en 2002 à Copenhague avec Jamie Staff, Chris Hoy. Au total, il a remporté huit médailles en championnats du monde entre 1999 et 2007, ainsi qu'une médaille d'argent en vitesse par équipes aux Jeux olympiques de 2000 à Sydney avec Chris Hoy et Jason Queally. Il est introduit en 2009 au British Cycling Hall of Fame.
Après sa carrière, il devient entraîneur au Centre mondial du cyclisme, à Aigle en Suisse.

## Palmarès

### Jeux olympiques
- Sydney 2000 :
  -  Médaillé d'argent de la vitesse par équipes (avec Chris Hoy, Jason Queally)

### Championnats du monde
- Berlin 1999 :
  -  Médaillé d'argent de la vitesse par équipes
- Manchester 2000 :
  -  Médaillé d'argent de la vitesse par équipes
- Anvers 2001 :
  -  Médaillé de bronze de la vitesse par équipes
- Copenhague 2002 :
  -  Champion du monde de la vitesse par équipes (avec Jamie Staff, Chris Hoy)
- Stuttgart 2003 :
  -  Médaillé de bronze de la vitesse par équipes
- Melbourne 2004 :
  -  Médaillé de bronze de la vitesse par équipes
- Bordeaux 2006 :
  -  Médaillé d'argent de la vitesse
- Palma de Majorque 2007 :
  -  Médaillé d'argent de la vitesse par équipes

### Jeux du Commonwealth
- Manchester 2002 :
  -  Médaillé de bronze de la vitesse par équipes
- Melbourne 2006 :
  -  Médaillé d'or de la vitesse par équipes (avec Ross Edgar, Chris Hoy)

### Coupe du monde
- 1999 :
  - 1er de la vitesse par équipes à Mexico (avec Chris Hoy, Jason Queally)
  - 3e de la vitesse par équipes à Cali
- 2002 :
  - 1er de la vitesse à Copenhague
- 2004 :
  - 1er de la vitesse par équipes à Manchester (avec Chris Hoy et Jamie Staff)
  - 1er de la vitesse par équipes à Sydney (avec Chris Hoy et Jamie Staff)
  - 1er de la vitesse à Sydney
  - 1er du kilomètre à Manchester
  - 2e de la vitesse par équipes à Moscou
- 2004-2005 :
  - 1er de la vitesse par équipes à Manchester (avec Chris Hoy et Jason Queally)
- 2005-2006 :
  - 1er de la vitesse par équipes à Manchester (avec Chris Hoy et Ross Edgar)
  - 2e de la vitesse à Moscou
  - 2e de la vitesse par équipes à Moscou
- 2006-2007 :
  - Classement général de la vitesse
  - 1er de la vitesse à Sydney
  - 1er de la vitesse par équipes à Sydney (avec Chris Hoy et Ross Edgar)
  - 1er de la vitesse par équipes à Moscou (avec Matthew Crampton et Jason Kenny)
  - 1er de la vitesse par équipes à Manchester (avec Chris Hoy et Ross Edgar)
  - 3e de la vitesse à Moscou
- 2007-2008 :
  - 3e de la vitesse par équipes à Pékin

### Championnats nationaux

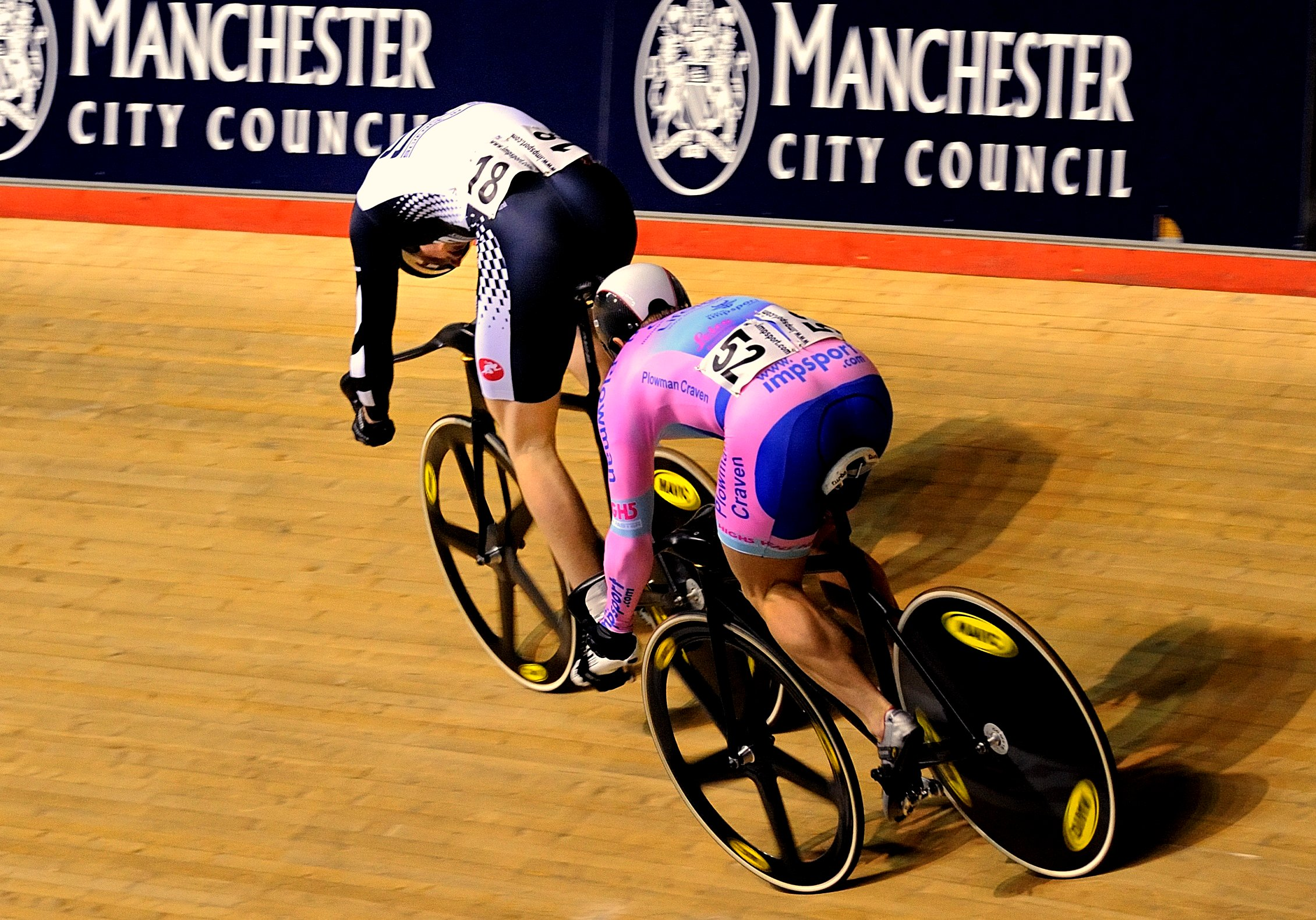
Matthew Crampton et Craig MacLean (ici en rose) lors du championnat de Grande-Bretagne de vitesse 2008

- Champion de Grande-Bretagne de vitesse : 1997, 1998, 1999, 2000, 2001, 2005 et 2006
- Champion de Grande-Bretagne du kilomètre : 1997, 1998, 1999, 2001 et 2003
- Champion de Grande-Bretagne de vitesse par équipes : 1996, 1997, 1998, 1999, 2000, 2002, 2003 et 2006
- Champion de Grande-Bretagne du keirin : 2000